# 風俗博物館
風俗博物館（ふうぞくはくぶつかん。英語: COSTUME MUSEUM）は、京都市下京区にある源氏物語に関する京都府の登録博物館。運営は、一般財団法人宗教文化研究所。

## 沿革

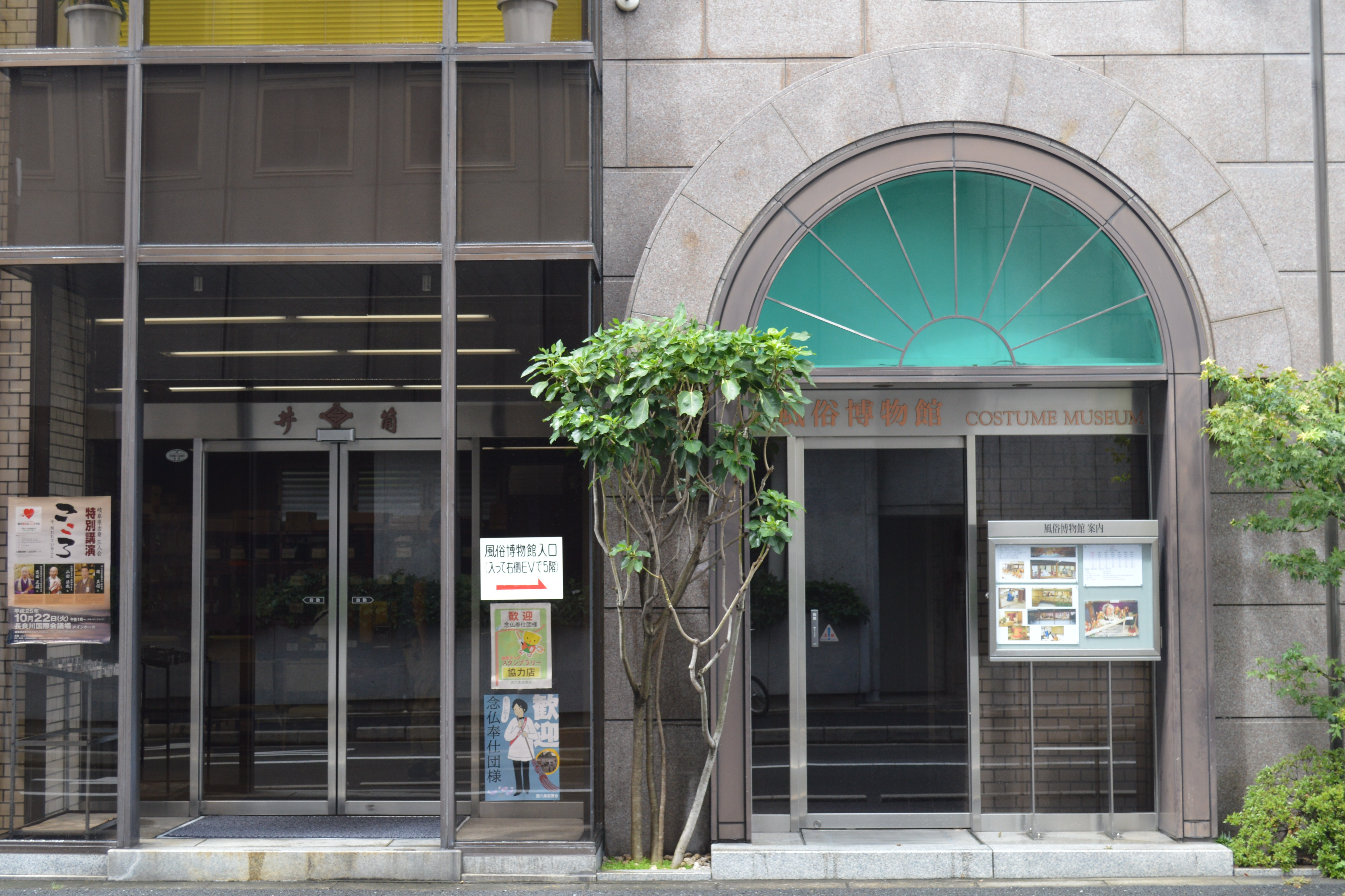
旧所在地での風俗博物館入口

1973年（昭和48年）開館時は、日本の各時代の風俗・服飾が鑑賞できる博物館だったが、リニューアルを重ね現在の形式に落ち着いた。光源氏の邸宅・六条院の春の御殿を4分の1サイズに縮尺した模型が展示されている。
2016年（平成28年）2月4日、京都市下京区新花屋町通堀川東入住吉町42番地から現在地の井筒佐女牛ビルに移転した。
入居する井筒佐女牛ビルの耐震性不足が指摘されていることから、移転のため2025年（令和7年）4月1日から3年程度休館すると発表された。詳細な再開時期は公表されていない。